# Cupa României 1938/39
Der Cupa României im Jahr 1939 war das sechste Turnier um den rumänischen Fußballpokal. Sieger wurde zum dritten Mal in Folge Rapid Bukarest, das sich im Finale gegen Sportul Studențesc durchsetzen konnte.

## Modus
Die Klubs der Divizia A stiegen erst in der Runde der letzten 32 Mannschaften ein. Es wurde zunächst jeweils nur eine Partie ausgetragen. Stand diese nach 90 Minuten unentschieden, folgte eine Verlängerung von 30 Minuten. Erst wenn diese ebenfalls unentschieden endete, wurde ein Rückspiel ausgetragen, um eine Entscheidung herbeizuführen. Endete auch das Rückspiel nach Verlängerung unentschieden, wurde so lange das Heimrecht getauscht, bis ein Sieger feststand.

## Sechzehntelfinale
| Datum             |                                | Ergebnis             |                            |
| ----------------- | ------------------------------ | -------------------- | -------------------------- |
| 13. November 1938 | AMEF Arad                      | 6:0 (4:0)            | Tricolor CFPV Ploiești     |
|                   | Franco Româna Brăila           | 4:0 (1:0)            | Stăruința Oradea           |
|                   | Rapid Bukarest                 | 3:1 (1:0)            | Ripensia Timișoara         |
|                   | Sportul Studențesc             | 7:1 (4:0)            | ST Bukarest                |
|                   | Unirea Tricolor Bukarest       | 9:1 (4:0)            | Mihai Viteazul Chișinău    |
|                   | Venus Bukarest                 | 2:1 (0:0)            | Juventus Bukarest          |
|                   | Craiu Iovan Craiova            | 1:2 (0:0)            | FC Carpați Baia Mare       |
|                   | Dacia Vasile Alecsandri Galați | 4:3 n. V. (3:3, 2:1) | Victoria Cluj              |
|                   | Textila MV Iași                | 13:0 1               | Gloria Arad                |
|                   | Minerul Lupeni                 | 2:3 n. V. (2:2, 1:1) | UDR Reșița                 |
|                   | Crișana Oradea                 | 2:6 (1:4)            | Chinezul Timișoara         |
|                   | Olimpia Satu Mare              | 1:2 (1:2)            | CAM Timișoara              |
|                   | Oltul Sfântu-Gheorghe          | 2:0 (1:0)            | Astra Română Moreni        |
|                   | Hermannstädter Turnverein      | 2:1 (1:0)            | Luceafărul Bukarest        |
|                   | Cetatea Suceava                | 2:4 (2:1)            | Monitorul Oficial Bukarest |
|                   | CFR Turnu Severin              | 0:1 (0:0)            | Prahova Ploiești           |

## Achtelfinale
| Datum          |                                | Ergebnis             |                            |
| -------------- | ------------------------------ | -------------------- | -------------------------- |
| 19. März 1939  | FC Carpați Baia Mare           | 13:0 1               | Textila MV Iași            |
|                | Franco Româna Brăila           | 2:5 (2:2)            | Sportul Studențesc         |
|                | Monitorul Oficial Bukarest     | 1:1 n. V. (1:1, 1:1) | Unirea Tricolor Bukarest   |
|                | Dacia Vasile Alecsandri Galați | 0:6 (0:3)            | Rapid Bukarest             |
|                | Prahova Ploiești               | 12:2 (7:1)           | Hermannstädter Turnverein  |
|                | UDR Reșița                     | 1:2 (1:1)            | AMEF Arad                  |
|                | CAM Timișoara                  | 3:2 (1:0)            | Oltul Sfântu-Gheorghe      |
|                | Chinezul Timișoara             | 2:3 (0:2)            | Venus Bukarest             |
| 11. April 1939 | Unirea Tricolor Bukarest       | 4:0 (0:0)            | Monitorul Oficial Bukarest |

## Viertelfinale
| Datum         |                    | Ergebnis             |                          |
| ------------- | ------------------ | -------------------- | ------------------------ |
| 2. April 1939 | Venus Bukarest     | 3:1 (2:0)            | FC Carpați Baia Mare     |
| 19. Juni 1939 | AMEF Arad          | 5:2 (1:0)            | Prahova Ploiești         |
| 24. Juni 1939 | Rapid Bukarest     | 2:1 (n. V. 1:1, 1:1) | Unirea Tricolor Bukarest |
| 25. Juni 1939 | Sportul Studențesc | 5:1 (3:0)            | CAM Timișoara            |

## Halbfinale
| Datum         |                    | Ergebnis  |                |
| ------------- | ------------------ | --------- | -------------- |
| 29. Juni 1939 | Sportul Studențesc | 3:1 (1:0) | AMEF Arad      |
| 2. Juli 1939  | Rapid Bukarest     | 2:0 (1:0) | Venus Bukarest |

## Finale
| Paarung            | Rapid Bukarest – Sportul Studențesc |
| Ergebnis           | 2:0 (1:0) |
| Datum              | 9. Juli 1939 |
| Stadion            | Stadionul Venus, Bukarest |
| Schiedsrichter     | Emil Kroner (Bukarest) |
| Tore               | 1:0 Iuliu Baratky (29.) 2:0 Iuliu Baratky (70.) |
| Rapid Bukarest     | Petre Rădulescu, Iosif Lengheriu, Zoltan Marton, Vintilă Cossini, Gheorghe Rășinaru, Ion Costea, Vilim Šipoš, Stefan Auer, Iuliu Baratky, Dan Gavrilescu, Ion Bogdan Cheftrainer: Stefan Auer |
| Sportul Studențesc | Mircea Constantinescu, Duce Coe, Mircea Bădulescu, Tache Dumitrescu, Alexandru Drăgan, Constantinescu Grecu, Angheloiu, Ion Mihăilescu, Teodor Remus, Traian Ștefănescu, Gheorghe Popescu     |